# 신우 (가수)
신우(본명: 신동우, 申東佑, 1991년 6월 16일 ~ )는 대한민국의 가수이자 배우이며, 대한민국의 보이 그룹 B1A4의 서브보컬, 메인댄서를 맡고 있다.

## 학력
- 봉정초등학교
- 봉명중학교
- 봉명고등학교 (졸업)
- 한양대학교 연극영화학과 (재학)

## 생애

### 데뷔 전
1991년 6월 16일 충청북도 청주시(현재 충청북도 청주시 흥덕구)에서 1남 1녀중 막내로 태어났다.
음악 가족 속에서 자라며 자연스레 가수를 목표로 JYP 엔터테인먼트를 포함한 다양한 오디션에 도전했다. 학창시절 록 밴드부 활동도 하여 '갭골'이라는 밴드 이름이 쓰인 종이를 물고 찍은 사진이 유명하다. 그렇게 가수가 되기 위한 노력을 하던 중 한 청소년 가요제에서 그의 미소에 반한 소속사 관계자 덕분에 캐스팅 되었다고 한다. 이후 2년간의 연습생 기간을 거쳐 2011년에 B1A4의 구성원으로 정식 데뷔하였다.

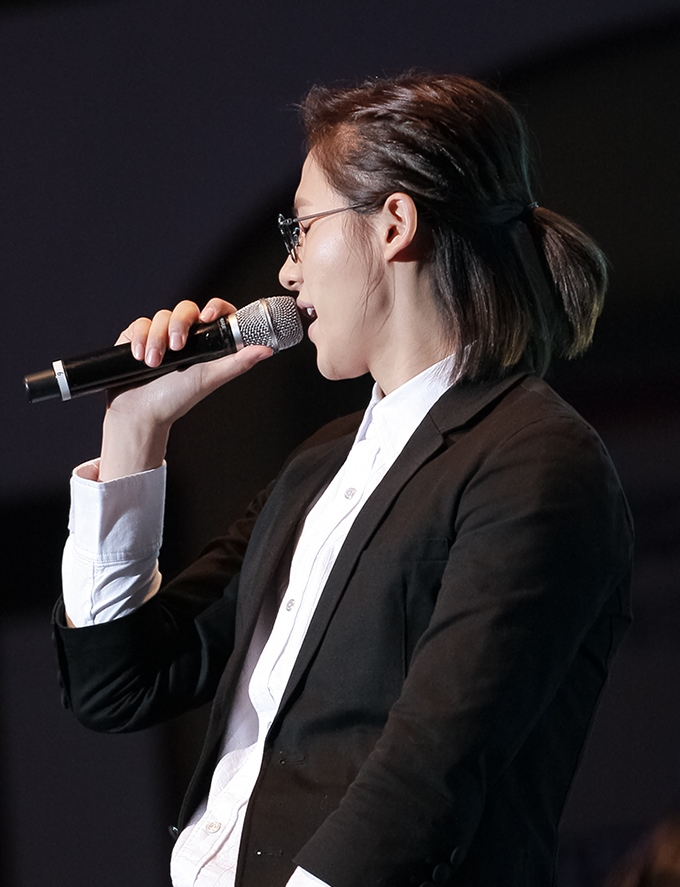
멜론 땡큐콘서트에서 무대중인 신우

### 데뷔 후
2012년 KBS2 《선녀가 필요해》의 '신우' 역으로 B1A4의 구성원 중 처음으로 연기를 시작했다. 몇 달 후 스케줄 때문에 드라마에서 하차하게 됐다.
2015년 시점까지 MBC 표준FM 《신동의 심심타파》에서 공찬과 함께 '작작 놀아유'와 '오글주의보'로 두 차례 고정 게스트 섭외된 바가 있으며, 《슈퍼주니어의 키스 더 라디오》에서도 팬텀의 산체스, 나인뮤지스의 경리와 함께 수요일 코너 '답장, 너'에 고정 게스트로 출연한 전적이 있다.
2015년 6월부터 7월까지 한달동안 공연될 뮤지컬 《체스》의 아시아 초연 공연의 남주인공으로 조권, 키, 켄과 함께 동시에 쿼트러플 캐스팅 되었다. 배역은 '아나톨리 세르기예프스키'로, 바람기 기질이 다분한 러시아 체스 챔피언의 캐릭터이다. 본 작품을 통해 발성부터 연기까지 점차 실력을 늘려가며 뮤지컬 배우로서의 무한한 성장 가능성을 보여주었다.

## 음반 활동

### 작사, 작곡
| 단독 | 단독 (타 멤버 랩메이킹 참여) | 공동 | 불참 | (Inst.) 제외 |

| 앨범                                     | 연도   | 발매일    | 곡 | 곡                                  | 작사 | 작곡 |
| ---------------------------------------- | ------ | --------- | -- | ----------------------------------- | ---- | ---- |
| B1A4 2nd Mini Album 《It B1A4》          | 2011년 | 9월 16일  | 01 | Beautiful Target                    | 공동 | 불참 |
| B1A4 1st Album 《THE B1A4 I IGNITION》   | 2012년 | 3월 14일  | 10 | WONDERFUL TONIGHT (UNPLUGGED REMIX) | 공동 | 불참 |
| B1A4 4th Mini Album 《이게 무슨 일이야》 | 2013년 | 5월 6일   | 04 | Good Love                           | 공동 | 불참 |
| B1A4 2nd Album 《Who Am I》              | 2014년 | 1월 13일  | 04 | Amazing                             | 공동 | 불참 |
| B1A4 2nd Album 《Who Am I》              | 2014년 | 1월 13일  | 08 | 예뻐                                | 공동 | 불참 |
| B1A4 2nd Album 《Who Am I》              | 2014년 | 1월 13일  | 10 | 음악에 취해                         | 단독 | 공동 |
| B1A4 2nd Album 《Who Am I》              | 2014년 | 1월 13일  | 12 | Seoul                               | 단독 | 단독 |
| B1A4 5th Mini Album 《SOLO DAY》         | 2014년 | 7월 14일  | 05 | Drive                               | 단독 | 공동 |
| B1A4 6th Mini Album 《Sweet Girl》       | 2015년 | 8월 10일  | 05 | Love is Magic                       | 단독 | 공동 |
| B1A4 3rd Album 《Good Timing》           | 2016년 | 11월 28일 | 05 | 악몽                                | 단독 | 공동 |
| B1A4 3rd Album 《Good Timing》           | 2016년 | 11월 28일 | 07 | Sparkling                           | 단독 | 공동 |
| B1A4 3rd Album 《Good Timing》           | 2016년 | 11월 28일 | 08 | To my Star                          | 단독 | 공동 |
| B1A4 7th Mini Album 《Rollin'》          | 2017년 | 9월 25일  | 05 | 내게 전화해                         | 단독 | 공동 |

## 출연 작품

### 드라마
- 2012년 KBS2 《선녀가 필요해》 - 신우 역
- 2018년 SBS 《미스 마 - 복수의 여신》 - 배도환 역
- 2022년 tvN 단마극 《O'PENing》 〈1등 당첨금 찾아가세요〉 - 김현우 역[8]

### 예능 프로그램
- 2011년 SBS 《매치업》
- 2014년 KBS2 《출발드림팀 시즌 2》
- 2015년 KBS2 《대국민 토크쇼 안녕하세요》
- 2016년 On Style 《마이 보디가드》
- 2016년 MBC 《미스터리 음악쇼 복면가왕》 - 내가 스타 랍스타
- 2016년 KBS2 《우리동네 예체능》
- 2024년 유튜브 《집대성》

### 진행
- SBS 《SBS 인기가요》 스페셜 MC(2015년 8월 17일)

### 뮤지컬
- 2015년 《체스》 - 아나톨리 역(주인공)
- 2016년 《삼총사》 - 달타냥 역(주인공)
- 2017년 《뮤지컬 햄릿》 - 햄릿 역(주인공)
- 2021년 《뮤지컬 광주》 - 박한수 역(주인공)

### 뮤직비디오
- 2013년 신보라 - 〈꽁꽁〉